# Sevastopólskaia
Sevastopólskaia - Севастопольская (rus) - és una stanitsa de la República d'Adiguèsia, a Rússia. Es troba en una zona boscosa de muntanyes, a la vora del riu Fiunt, afluent del Bélaia, a 20 km al sud-est de Tulski i a 32 km al sud-est de Maikop.
Pertany al municipi d'Abadzékhskaia.